# Museo de la Acrópolis
El Museo de la Acrópolis es un museo arqueológico griego situado en la ciudad de Atenas, en un edificio ubicado a unos 300 m al sur de la acrópolis.
Es uno de los principales museos arqueológicos de Atenas y es también considerado como uno de los más importantes del mundo. El antiguo museo se encontraba en el interior de la acrópolis pero debido a sus pequeñas dimensiones se propuso la construcción de un nuevo museo de mayor tamaño fuera de la acrópolis. Este nuevo museo fue reinaugurado el 20 de junio de 2009.

## Historia

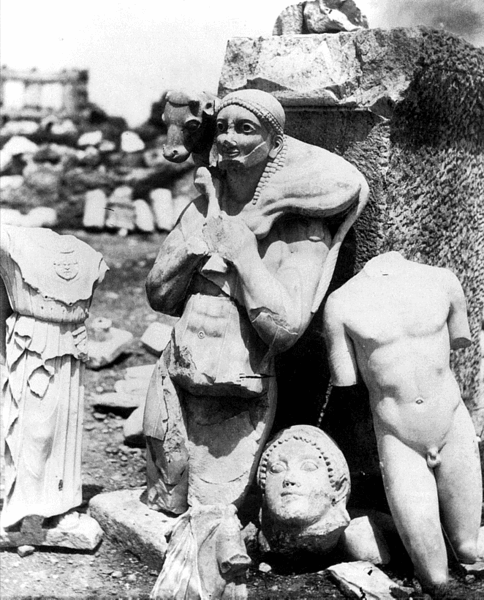
Moscóforo, Acrópolis de Atenas, fotografía de 1866.

Después de la retirada de los turcos de la acrópolis en 1833, los primeros descubrimientos arqueológicos se almacenaron en una cisterna, sita al oeste del Partenón. En 1834 se publicó una Ley de Antigüedades y Documentos que fue el primer soporte teórico para la creación del Museo de la Acrópolis al proponer la creación de un museo en la acrópolis que no perjudicara visualmente el sitio arqueológico. Posteriormente, entre los años 1865 y 1874, el arquitecto Panages Kalkos construyó el museo. El museo fue ampliado en 1888 para albergar las obras descubiertas en las excavaciones de 1866-1889. Tras la Segunda Guerra Mundial fue derribado parte del edificio inicial y luego, durante los años 1950, el edificio fue modernizado por el arquitecto Patroklos Karantinos.
Bajo la dirección de Manis Miliadis tuvo lugar la reapertura del museo en 1964. A partir de 1975 se decidió la retirada de las piezas de decoración escultórica que todavía permanecían en los templos de la acrópolis, para preservarlas de la contaminación y estas quedaron conservadas en el museo: los frontones y el friso oeste del Partenón se retiraron respectivamente en 1976 y 1993; las cariátides del Erecteion en 1978 y el friso del templo de Atenea Niké en 2002.

### Reconstrucción
A causa del espacio insuficiente del viejo museo, desde 1974 surgió la idea de la construcción de otro edificio para el museo en otra ubicación, para lo que se creó la fundación semiprivada OANM (Organización para la Construcción del Nuevo Museo de la Acrópolis) la cual tiene como director a Dimitrios Pandermalis. Para la realización del nuevo museo se convocaron diversos concursos. Los dos primeros, en 1976 y 1979, no tuvieron éxito. En 1989, un concurso internacional premió la idea de dos arquitectos italianos, Manfredi Nicoletti y Lucio Passarelli. Este proyecto fue anulado posteriormente, por lo que se convocó un nuevo concurso internacional en el año 2000 en el que participaron doce estudios de arquitectura. Este concurso fue ganado por el proyecto del arquitecto suizo-estadounidense Bernard Tschumi y de su socio, el griego Mijalis Fotiadis.
Para la realización del edificio hubo que derribar 26 viviendas, lo que elevó el coste total de la reconstrucción a 129.000.000 € (en otras palabras, ese monto incluye indemnizaciones). La financiación del proyecto fue a través de Fondos Europeos Regionales de Desarrollo y de otros fondos proporcionados por el gobierno griego.
Uno de los objetivos del nuevo museo es la recuperación de los mármoles que fueron tomados del Partenón en 1802 por Lord Elgin y que posee el Museo Británico. El gobierno griego está insistiendo con ayuda de la Unesco al gobierno británico para que devuelvan los mármoles. Se da la circunstancia de que otras pequeñas piezas del Partenón que poseían el Museo Arqueológico Regional Antonio Salinas de Palermo, los Museos Vaticanos y el Museo de la Universidad de Heidelberg sí han sido restituidas al museo.
En 2008 se trasladaron las estatuas del antiguo al nuevo museo y la inauguración del nuevo edificio tuvo lugar el 20 de junio de 2009.

### El nuevo edificio

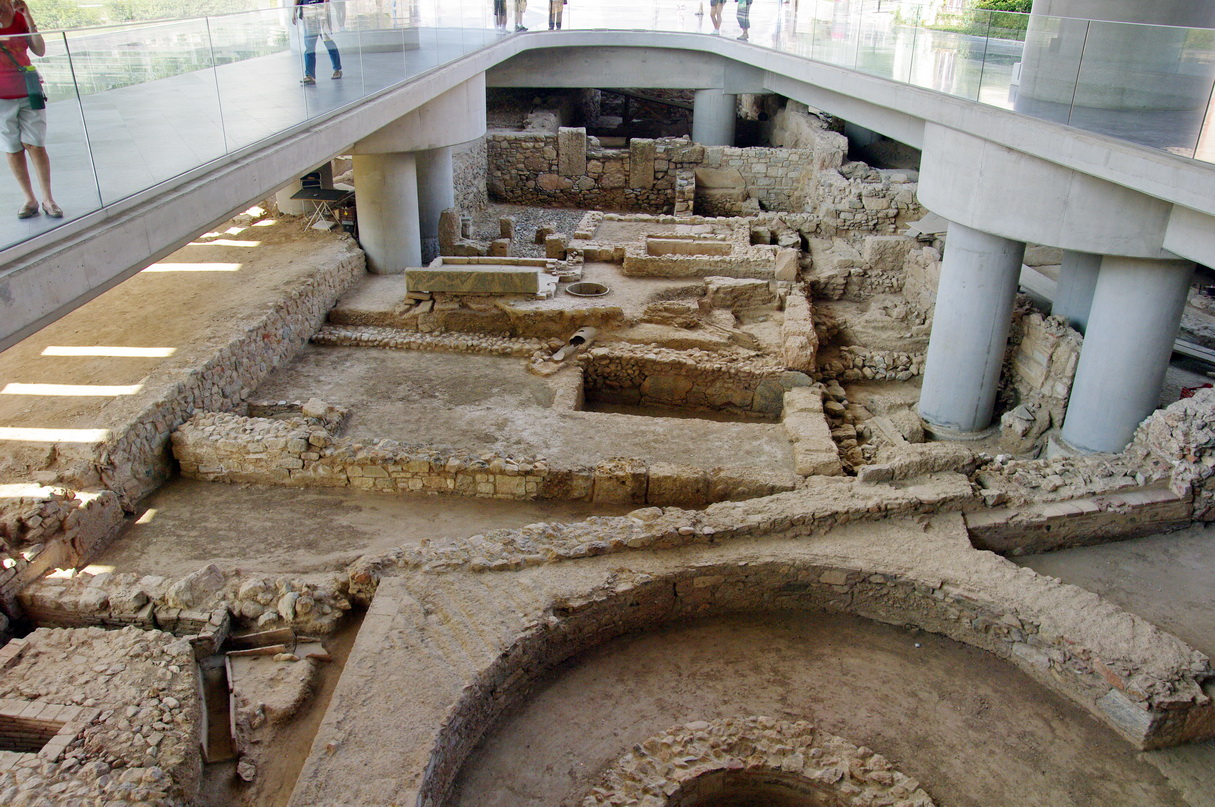
Vista de los restos arqueológicos hallados en el lugar donde se construyó en el nuevo museo, y que se han preservado.

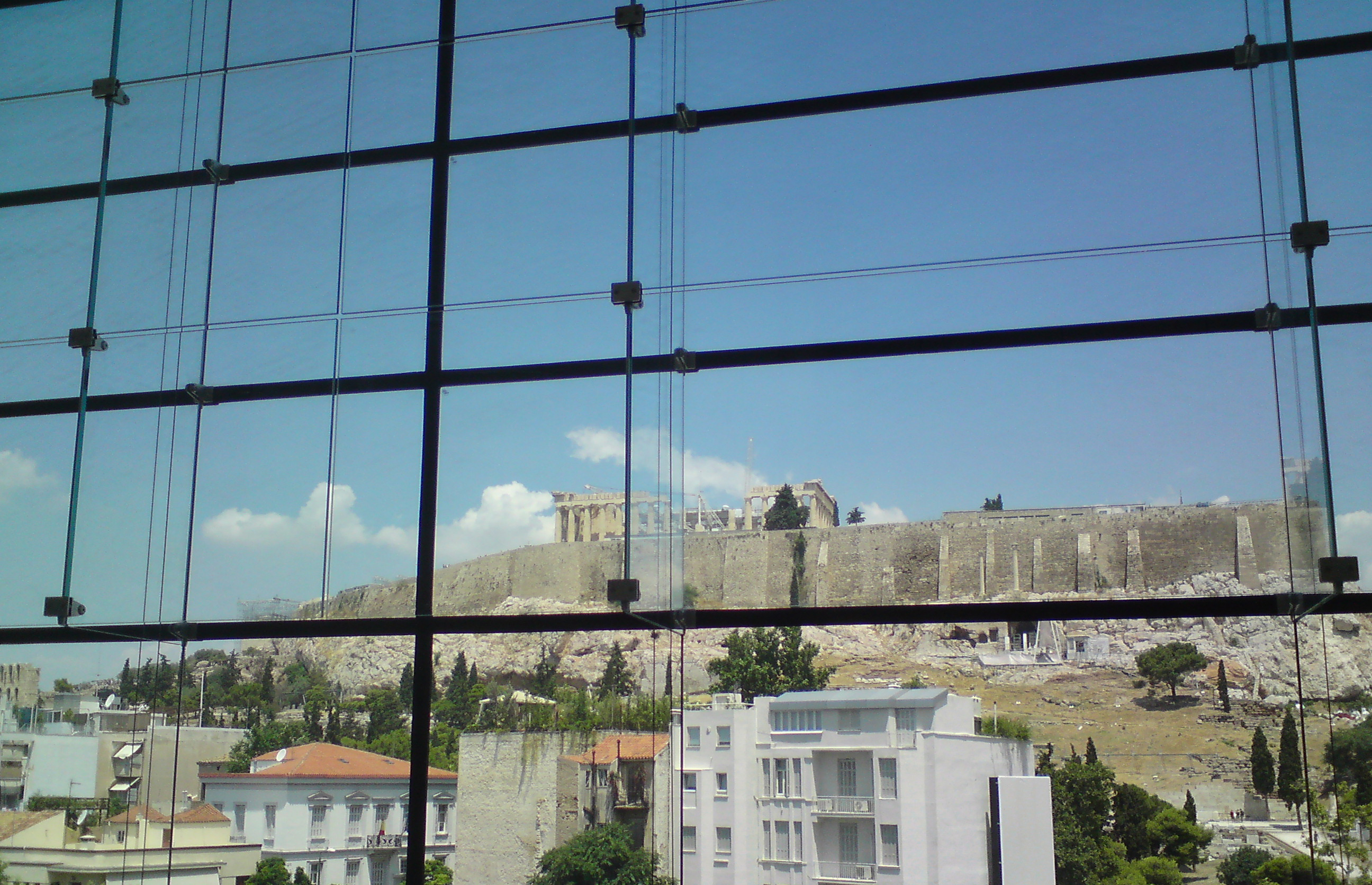
Vista de la Acrópolis a través del cristal del interior del museo.

El nuevo edificio está situado al pie de la acrópolis, a unos 300 metros al sur del Partenón. Su área total es de unos 25 000 m², de los cuales 14 000 son para exposición. Ha sido realizado con materiales como hormigón blanco reforzado, acero laminado, vidrio y mármol. En el interior del edificio los pasillos de hormigón prefabricado presentan perforaciones que tienen una función acústica.
Se compone de tres plantas. Desde la planta baja se pueden observar los restos arqueológicos hallados en el solar donde ha sido construido el edificio a través de superficies acristaladas que permiten su ventilación. Estos restos se fechan cronológicamente entre los siglos IV y VII d. C. Desde la entrada, se asciende a la primera planta en una leve pendiente que recuerda la subida a la acrópolis.
La planta superior está descentrada con respecto al resto del edificio puesto que, destinada a albergar todos los elementos artísticos vinculados al Partenón, se ha diseñado de tal manera que esté directamente alineada con este templo.
Las piezas menores se exponen en vitrinas mientras las mayores están exentas sobre pedestales. La planta superior está acristalada, lo que permite un mayor aprovechamiento de la luz natural, así como poder observar directamente el Partenón desde este espacio. Para evitar que la luz pueda perjudicar las piezas, esta se regula mediante una doble cortina semitransparente que funciona con un sistema automático.
Además de la exposición de la colección permanente el museo también dispone de otros espacios tales como salas de exposiciones temporales, una sala de realidad virtual, una sala de lectura, un taller de arte, un restaurante con terraza exterior, cafetería, tiendas y otros elementos funcionales.
El método escogido para afrontar los riesgos sísmicos consiste en que se ha dividido el edificio en dos cuerpos que están situados sobre soportes independientes. El cuerpo inferior está sustentado por unos pilares que se hallan sobre los restos arqueológicos, mientras el cuerpo superior no se apoya directamente sobre el cuerpo inferior, sino sobre unos soportes esféricos. En caso de terremoto, este cuerpo superior sería flexible y se desplazaría de manera independiente al resto del edificio.

## Colecciones

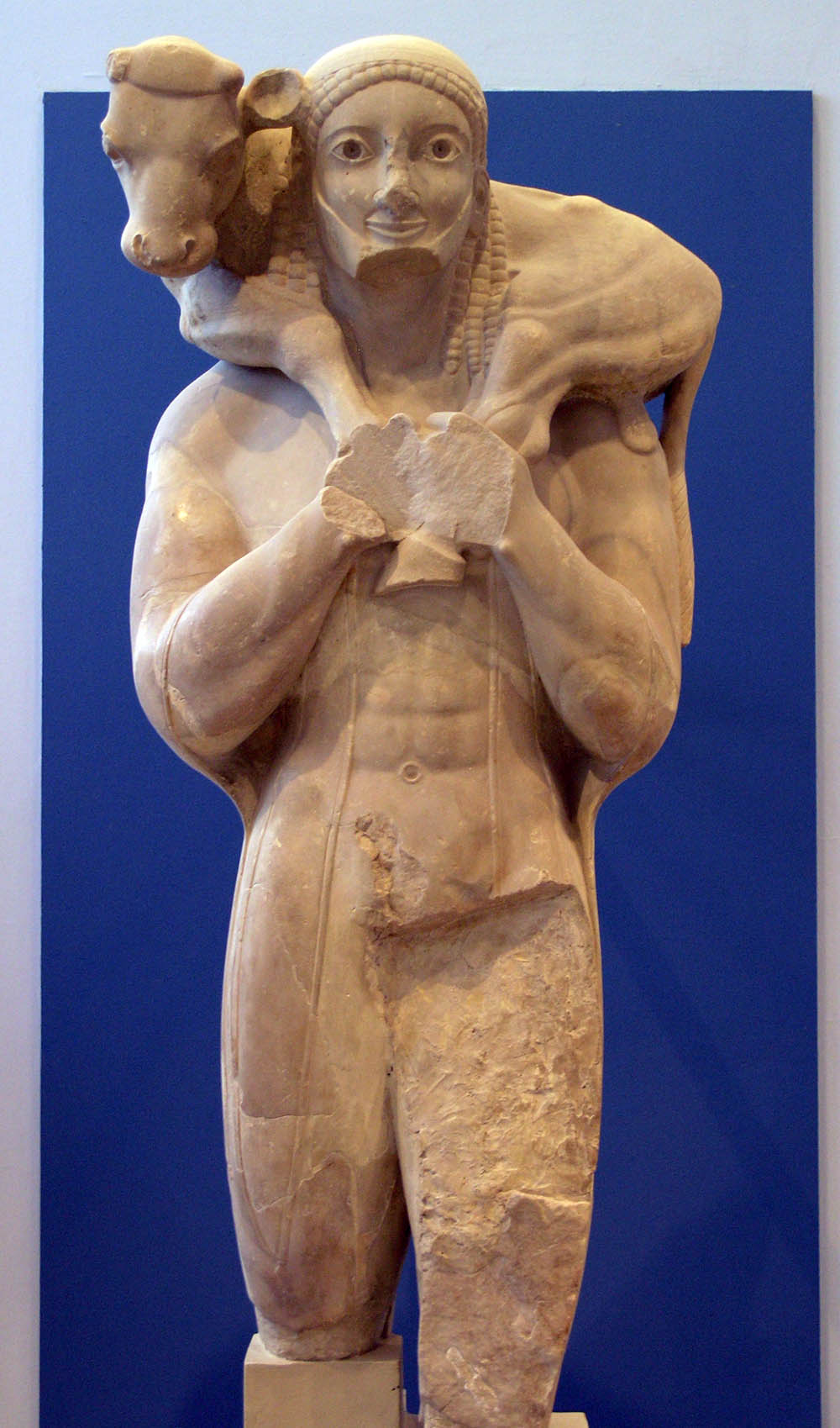
El Moscóforo (c. 570 a. C.). Según la inscripción en su base, fue ofrecida por Romvos, posiblemente un noble rural, que está a punto de ofrendar un becerro a la diosa Atenea.

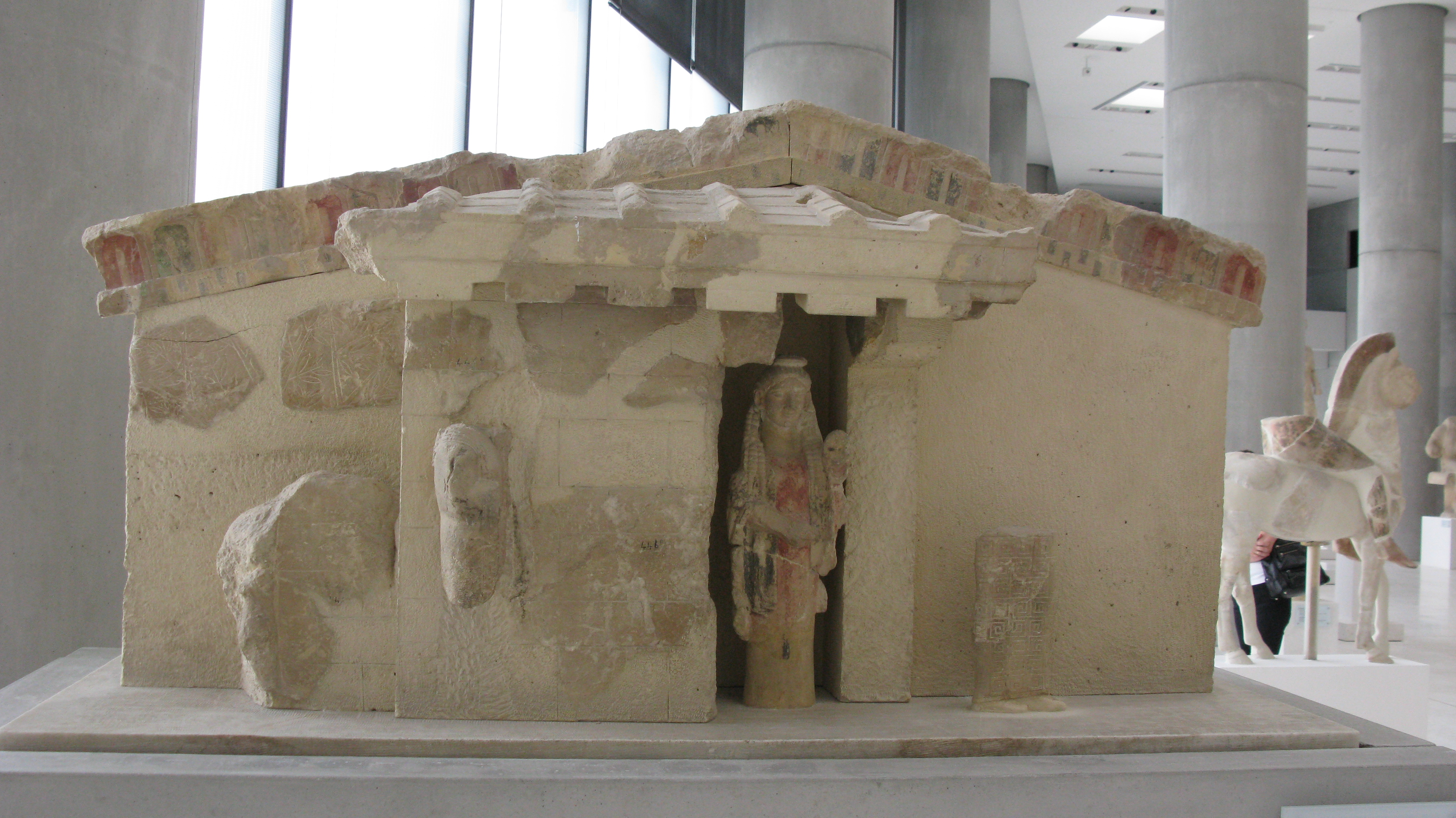
Los restos del frontón del olivo o de Troilo.

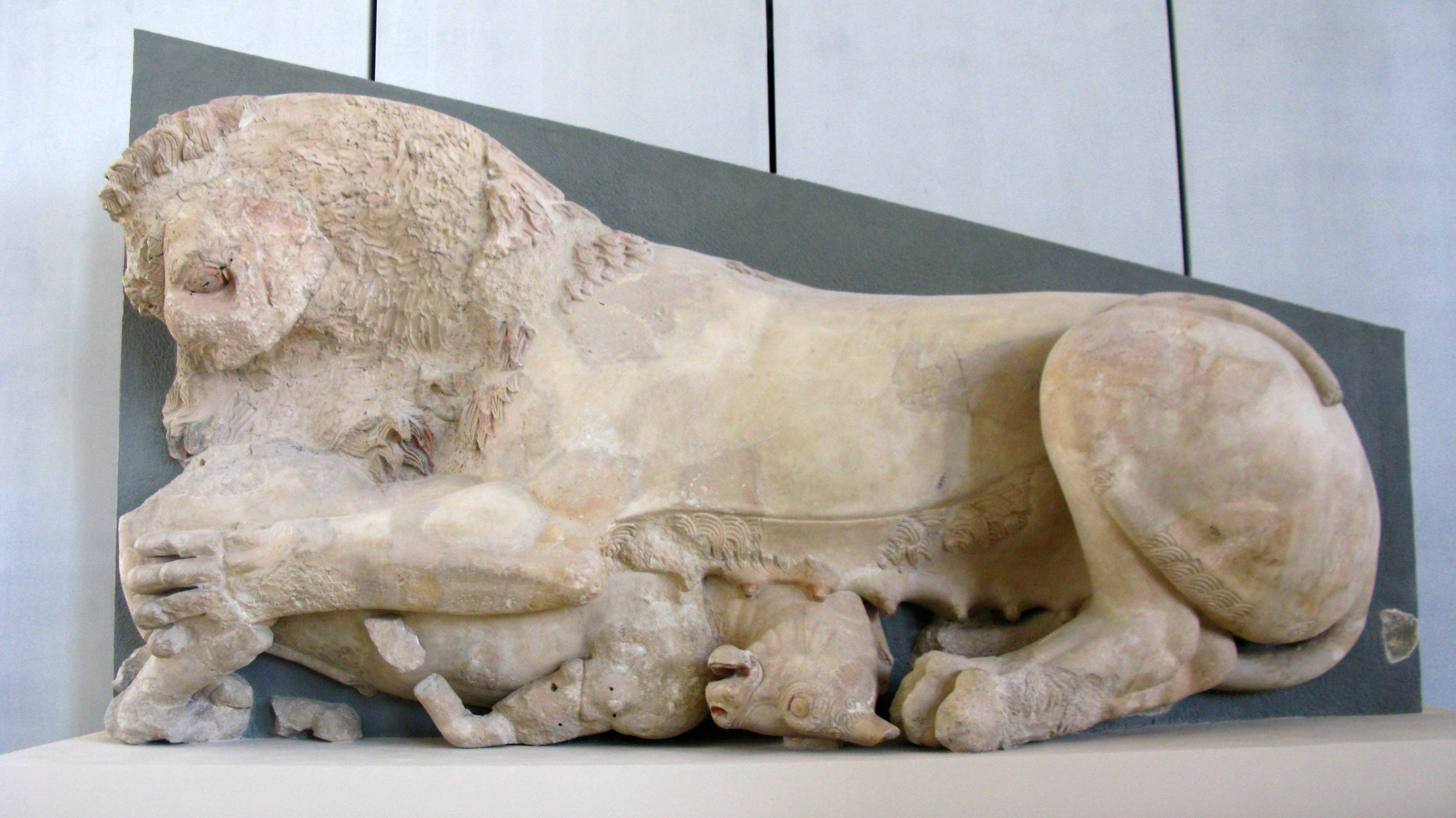
Relieve de un frontón que representa una leona devorando un toro.

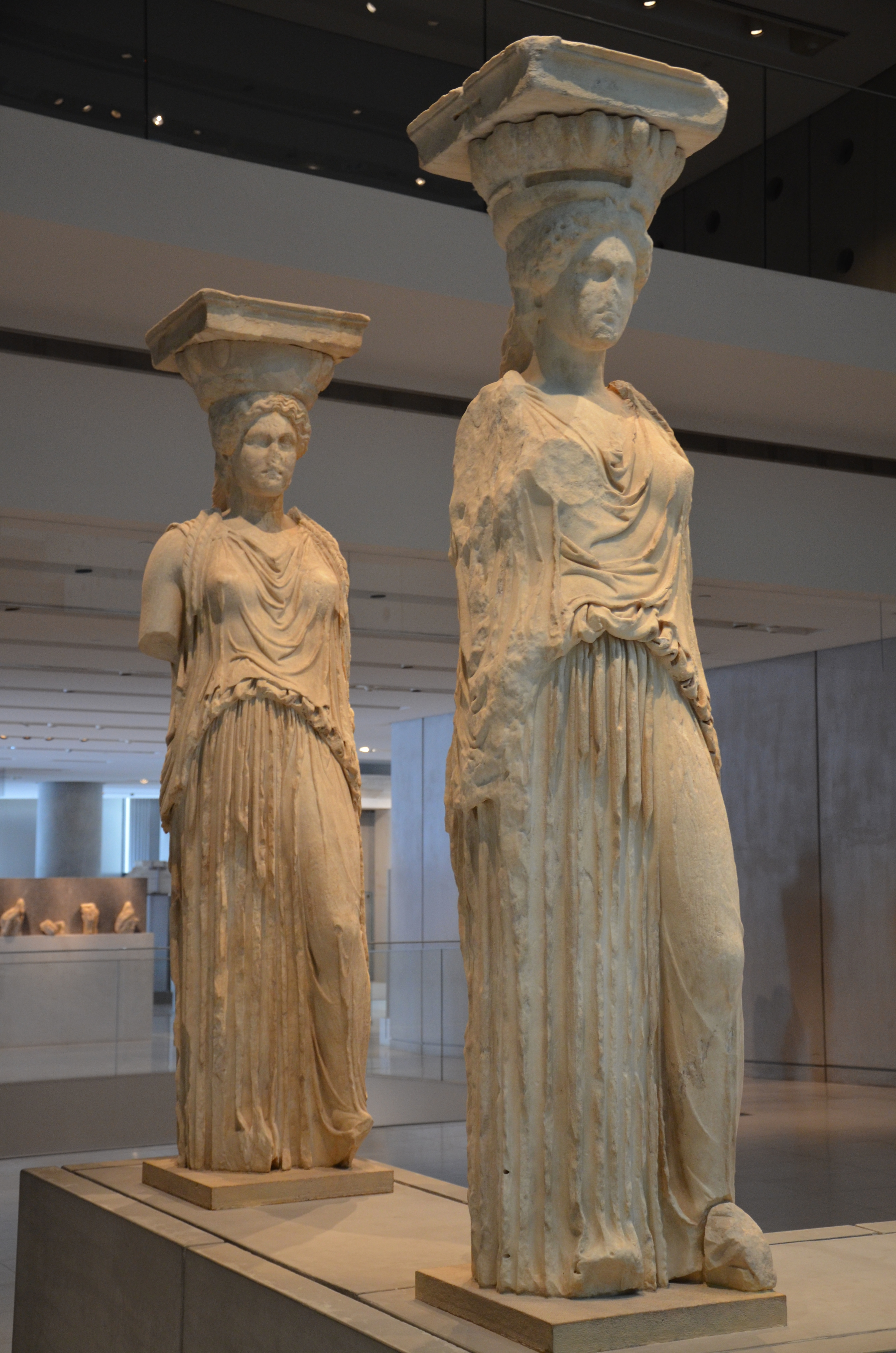
Dos de las cariátides del Erecteion expuestas en el museo de la Acrópolis.

Este museo contiene esculturas hechas de piedra y bronce, procedentes de excavaciones en la Acrópolis de Atenas en las que salieron a la luz muchos restos de decoración de edificios y estatuas votivas que enterraron los atenienses después de la destrucción persa de 480-79 a. C. y de piezas desmontadas de los antiguos templos.  
La exposición permanente se divide en cinco sectores:
Galería de las laderas de la Acrópolis
Acoge los hallazgos realizados en casas, talleres, santuarios y otras construcciones que se edificaron en las laderas de la acrópolis. La mayor parte de ellas son objetos de uso cotidiano, como recipientes de cerámica, joyas y juguetes. También se pueden destacar relieves y exvotos procedentes del santuario de Asclepio, cerámica del santuario de Nymphe o de la «joven esposa» y elementos decorativos del santuario de Dioniso.   
Galería arcaica
Expone obras de la época arcaica anteriores a las guerras médicas que incluyen:
- El Moscóforo de c. 570 a. C., que representa a un hombre que lleva a hombros un ternero. Es la obra de mármol más antigua procedente del Himeto.
- La colección de kores, estatuas femeninas arcaicas, entre las que destacan la Kore del Peplo, la Kore de Antenor, la Kore de Eutídico y la Kore n.º 674.
- El frontón de la Hidra, de piedra caliza y de 58 dm de longitud, que es de inicios del siglo VI a. C. Se ignora el edificio al que perteneció. El bajorrelieve representa uno de los doce trabajos de Heracles, consistente en matar a la Hidra de Lerna.
- El frontón de La apoteosis de Heracles, de un edificio desconocido, que representa la bienvenida dispensada al héroe en el Olimpo, tras su muerte. Además de Heracles, están esculpidas las figuras de Hera, Zeus, Iris y de otra diosa en mal estado, quizás Atenea.
- El frontón del olivo, procedente de un edificio arcaico de la Acrópolis, podría representar una escena ceremonial aunque también se ha sugerido que podría ser la escena mitológica del asesinato de Troilo por Aquiles. Realizado en piedra caliza, data del 560 a. C.-550 a. C..
- El frontón de la leona devorando un toro, que pertenece a la mitad oriental del frontón de un templo arcaico de principios del siglo VI a. C.
- Caballos de cuadriga: cuatro caballos de mármol, que formaban parte de una cuadriga votiva. Conjunto escultórico de factura ática arcaica, del 570 a. C. aproximadamente.
- Una esfinge votiva de mármol (n.º 632)  (560-550 a. C.).
- Dos serpientes, de inicios del siglo VI a. C., de grandes dimensiones, coloreadas en verde y rojo, y quizá ligadas al culto del rey mítico de Atenas, Erictonio.
- Un mochuelo de mármol, que data del siglo V a. C.

Otras estatuas destacables son varias figurillas votivas de animales, el Jinete Rampin, el relieve de un alfarero sentado, una estatua de mármol de un perro de caza.
Entre los objetos escultóricos posteriores a las guerras médicas destacan piezas como el relieve de la Atenea pensativa, el Efebo Rubio, el Efebo de Critio, figurillas de bronce de Atenea y una cabeza de hoplita de cobre. 
También forman parte de este sector los restos arquitectónicos y escultóricos del Hecatompedón y del Antiguo templo de Atenea, dos templos que había en la acrópolis antes de que fuera erigido el Partenón. Entre estos últimos se puede destacar un frontón —del que se ha dudado si pertenecía al Hecatompedón o al Antiguo templo de Atenea— decorado en la parte central con dos leones devorando un toro, flanqueados por la lucha de Heracles contra Tritón, a un lado y al otro lado por el grupo escultórico denominado «Demonio de tres cuerpos», donde cada uno de ellos tiene en su mano uno de los elementos naturales, simbolizados por un ave (aire), agua y fuego. Los restos de otro frontón, que representaba la gigantomaquia, suelen atribuirse al Antiguo templo de Atenea. También se conserva una Cabeza de Gorgona de mármol de principios del siglo VI a. C. que quizá perteneció a la acrotera central del Hecatompedón y un disco de bronce con una figura de Gorgona en el centro que decoraba el templo de Atenea Polias. 
Galería del Partenón
La planta de este espacio es similar a la de la cella del Partenón original. Alberga la decoración del friso, las metopas y los frontones del Partenón y algunas inscripciones antiguas asociadas con este templo. A diferencia del Museo Británico, en el Museo de la Acrópolis las piezas se han tratado de situar del mismo modo en que se encontraban en el Partenón originalmente. Se han reproducido las columnas con el mismo número y las mismas medidas de las del Partenón pero estas se han realizado en acero, para aligerar el peso y también para hacerlas contrastar con el mármol de los elementos decorativos originales. Puesto que una gran parte de los mármoles originales se hallan en el Museo Británico —además de otros fragmentos dispersos en el Museo del Louvre, Copenhague, Viena, Múnich y Wurzburgo— se realizaron copias en yeso de los elementos decorativos que están fuera de Grecia.
El friso constaba de 115 bloques que representaban la procesión de las panateneas. Las 92 metopas representan la gigantomaquia, la lucha de los atenienses contra las amazonas, la lucha entre centauros y lápitas y la toma de Troya. En uno de los frontones se representaba el nacimiento de Atenea de la cabeza de Zeus y en el otro la lucha entre Atenea y Poseidón por la posesión del Ática.
Propileos, Atenea Nike, Erecteion
Contiene los frisos y las cariátides originales (excepto una que se encuentra en el Museo Británico) del Erecteion. 
Entre los elementos decorativos del templo de Atenea Niké se encuentra el friso, donde se representan dioses y diversas batallas. En el mismo templo se encontraba el parapeto del bastión sobre el que se alza el edificio decorado con relieves de motivos tales como Niké llevando toros a sacrificar, una figura de Niké alada atándose la sandalia y una representación de Atenea sentada. 
De los propileos de la acrópolis se puede destacar un busto de Hermes Propileo («de la entrada») de mármol pentélico que fue visto por Pausanias (II, 22, 8). 
Del siglo V a. C. al siglo V d. C.
Recoge inscripciones, relieves y estatuas de personas célebres, dioses y héroes y otros restos comprendidos en los periodos clásico, helenístico y romano.
Procedente del santuario de Artemisa Brauronia se conserva un busto de Artemisa Brauronia, de 56 cm de altura. Se cree que es la cabeza de la estatua realizada por Praxíteles de más de 3,5 m que en el siglo II aún podía verse en el templo.
Algunos de los objetos más destacados son una estatua de Procne e Itis, de fines del siglo V a. C. un busto de Alejandro Magno del periodo helenístico, una lámpara de bronce en forma de barco de guerra, del fines del siglo V a. C. y un busto que quizá representa a Plutarco.

Algunas obras del Museo de la Acrópolis
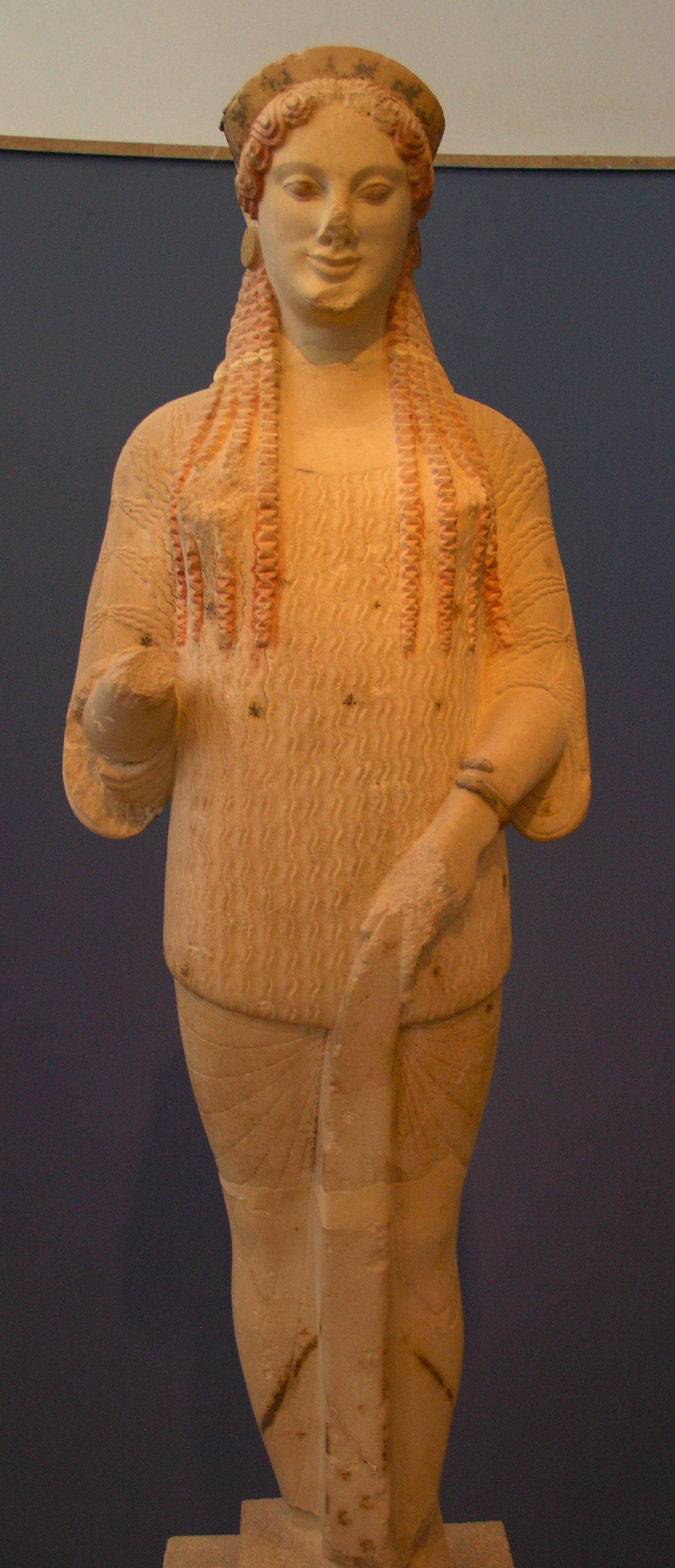
Kore nº 670, del 500 a. C., con la expresión facial típica del arte arcaico (la «sonrisa arcaica»). En una mano, llevaría las ofrendas (flores, pájaros, fruta).
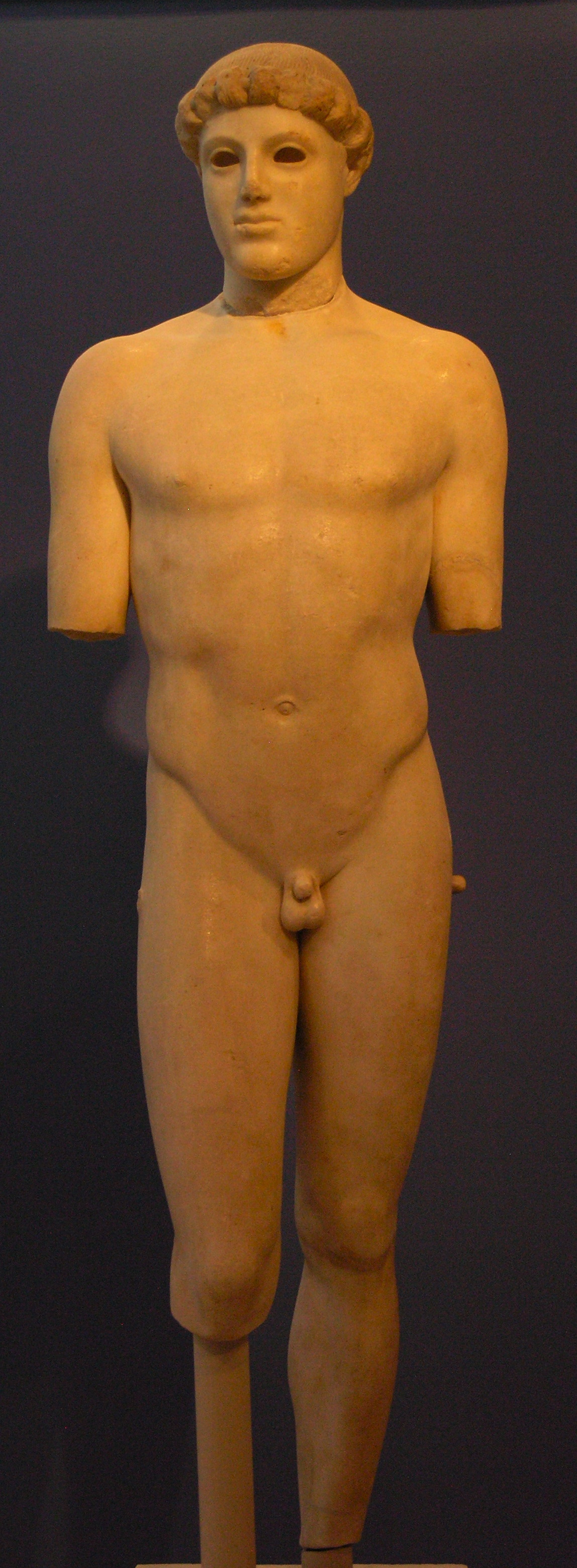
El Efebo de Critio, del 480 a. C., estatua de mármol de un atleta, ciertamente vencedor en alguna competición.
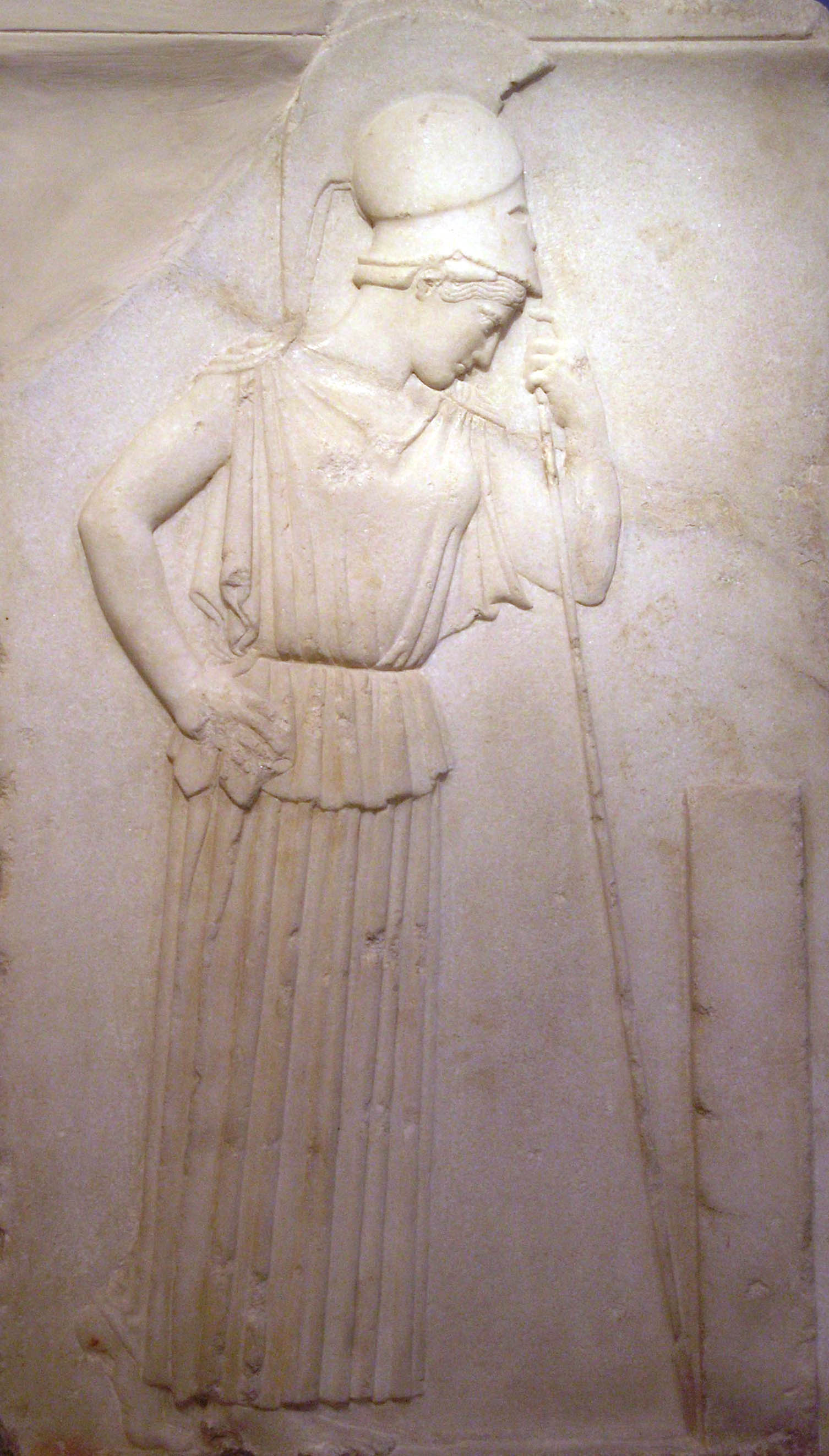
La Atenea pensativa, del 460 a. C., que se inclina en su lanza con pose pensativa. Tiene una aureola de delicadeza, sensibilidad y austeridad. La diosa está vestida con un peplo y dobla levemente la cabeza.
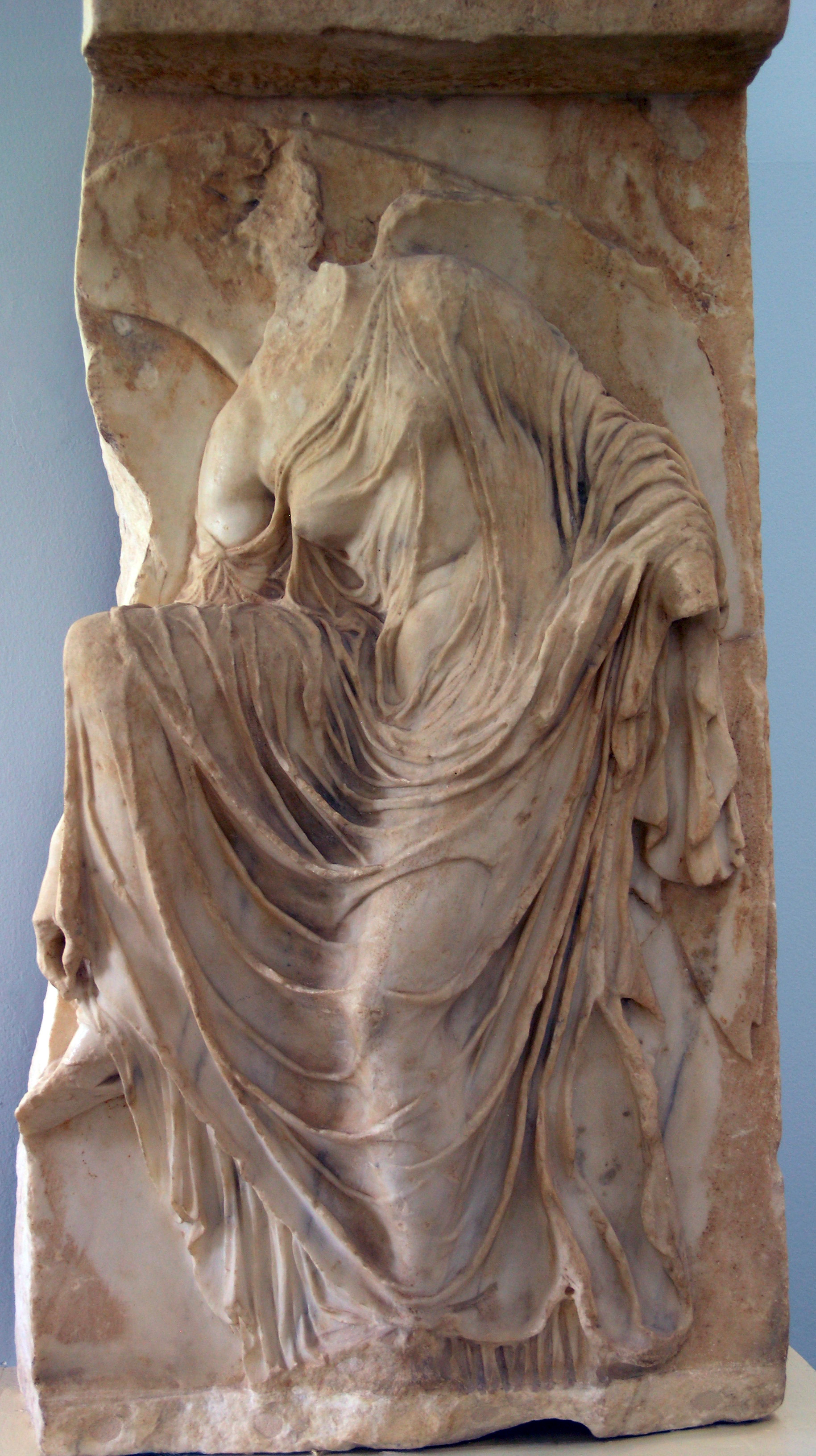
Niké ajustándose la sandalia, del 410 a. C. Era la diosa de la Victoria.
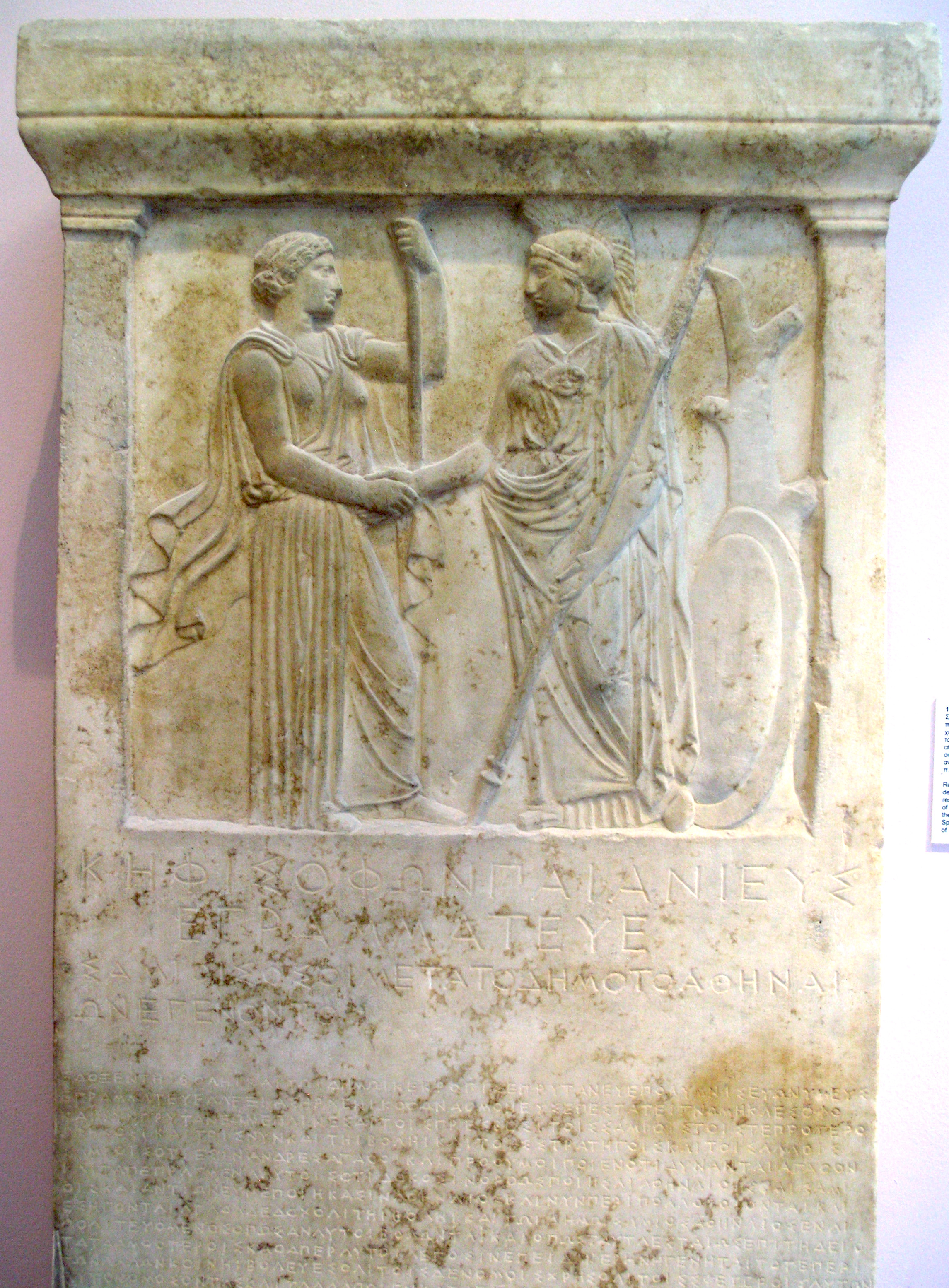
Estela epigráfica donde figuran las diosas Atenea y Hera, diosas tutelares, respectivamente, de Atenas y Samos. En el texto de la parte inferior, los atenienses conceden la ciudadanía a los samios como agradecimiento por su fidelidad tras haber sido derrotados en la batalla de Egospótamos (405-2 a. C.)
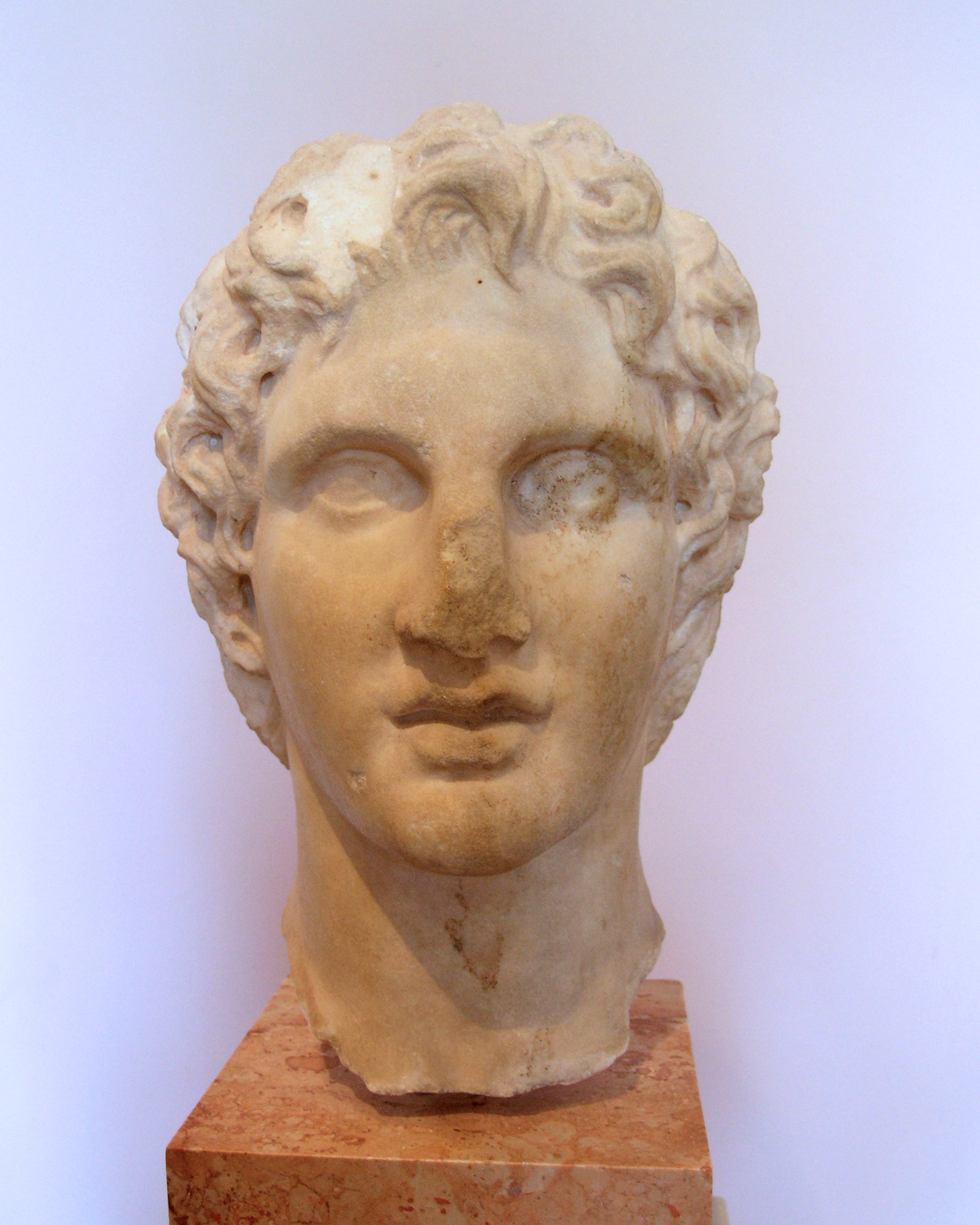
Busto de Alejandro Magno del periodo helenístico (hacia 336 a. C.) hallado en las proximidades del Erecteion en 1886. Se atribuye a Lisipo o Leócares.